# Антуан Жан-Батіст
Антуан Жан-Батіст (фр. Antoine Jean-Baptiste, нар. 20 січня 1991, Лонжумо, Франція) — мартинійський футболіст французького походження, лівий захисник клубу «Шассле» та національної збірної Мартиніки.

## Клубна кар'єра
Батько Антуана Еміль з Мартиніки, з міста Лез-Анс-д'Арле. Антуан розпочав займатись футболом в клубах «Лонжюмо» та «Палезо», де і був помічений скаутами «Ренна», в академію якого і перейшов в 2005 році. Після чотирьох сезонів у команді, він перейшов в «Ам'єн», проте виступав виключно за дублюючу команду в шостому та п'ятому дивізіоні Франції.
У сезоні 2013/14 грав за «Оріяк-Арпажон», після чого по року виступав за інші нижяолігові французькі клуби «Люсон» та «МДА Шассле», а з 2016 року став виступати за «Вільфранш». Відігравши за «Вільфранш» півтора сезони, в січні 2018 повернувся до «МДА Шассле».

## Виступи за збірну
8 жовтня 2014 року дебютував в офіційних матчах у складі національної збірної Мартиніки в зустрічі проти Кюрасао (1:1).
У складі збірної був учасником розіграшу Золотого кубка КОНКАКАФ 2017 року у США, де зіграв у всіх трьох матчах.